# Estação Dom Bosco

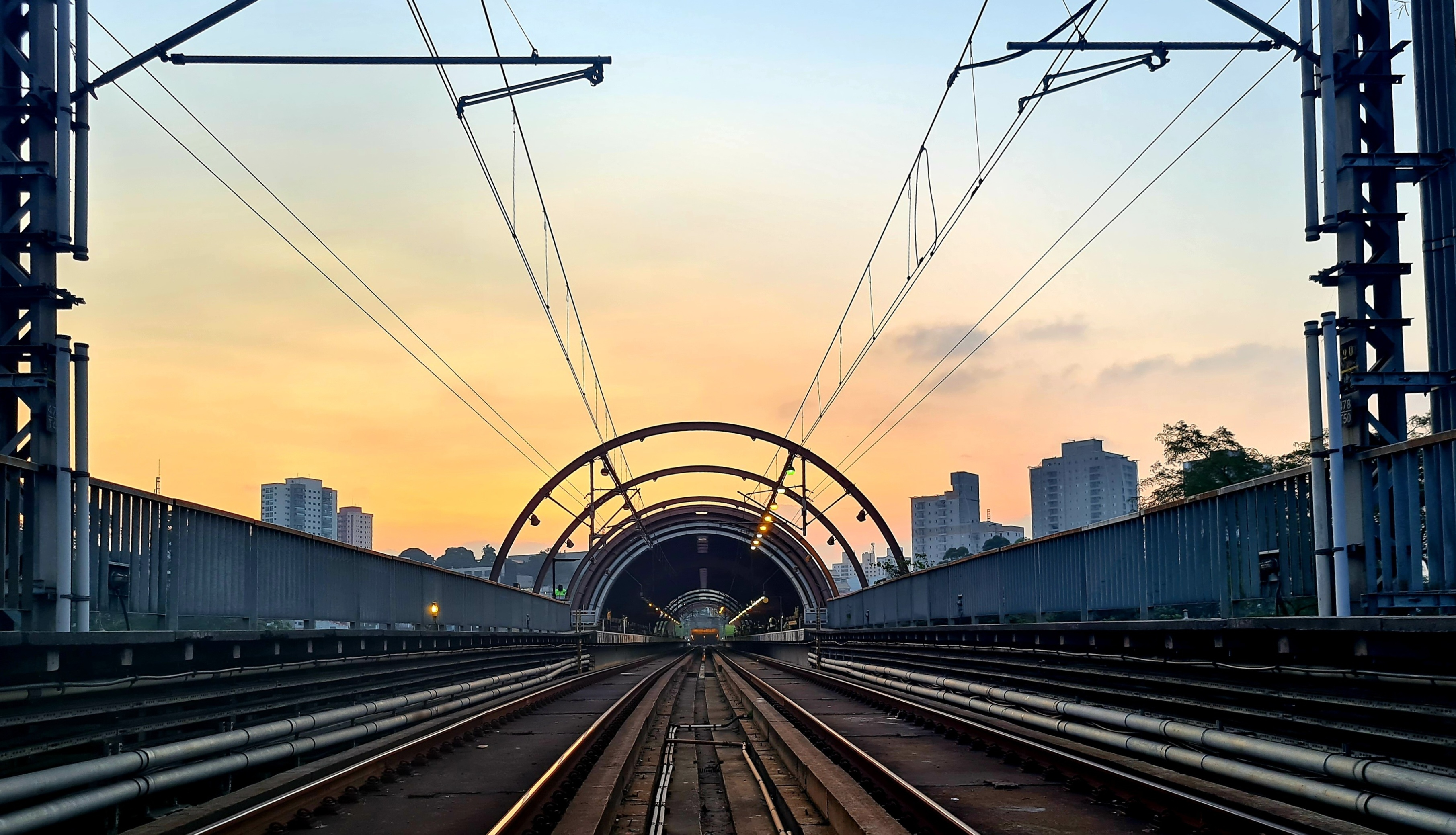
A estação vista pelos trilhos da Linha 11

A Estação Dom Bosco é uma estação ferroviária pertencente à Linha 11–Coral da CPTM localizada no município de São Paulo. Recebeu esse nome por estar situada na área de atuação da Obra Social Dom Bosco.

## História

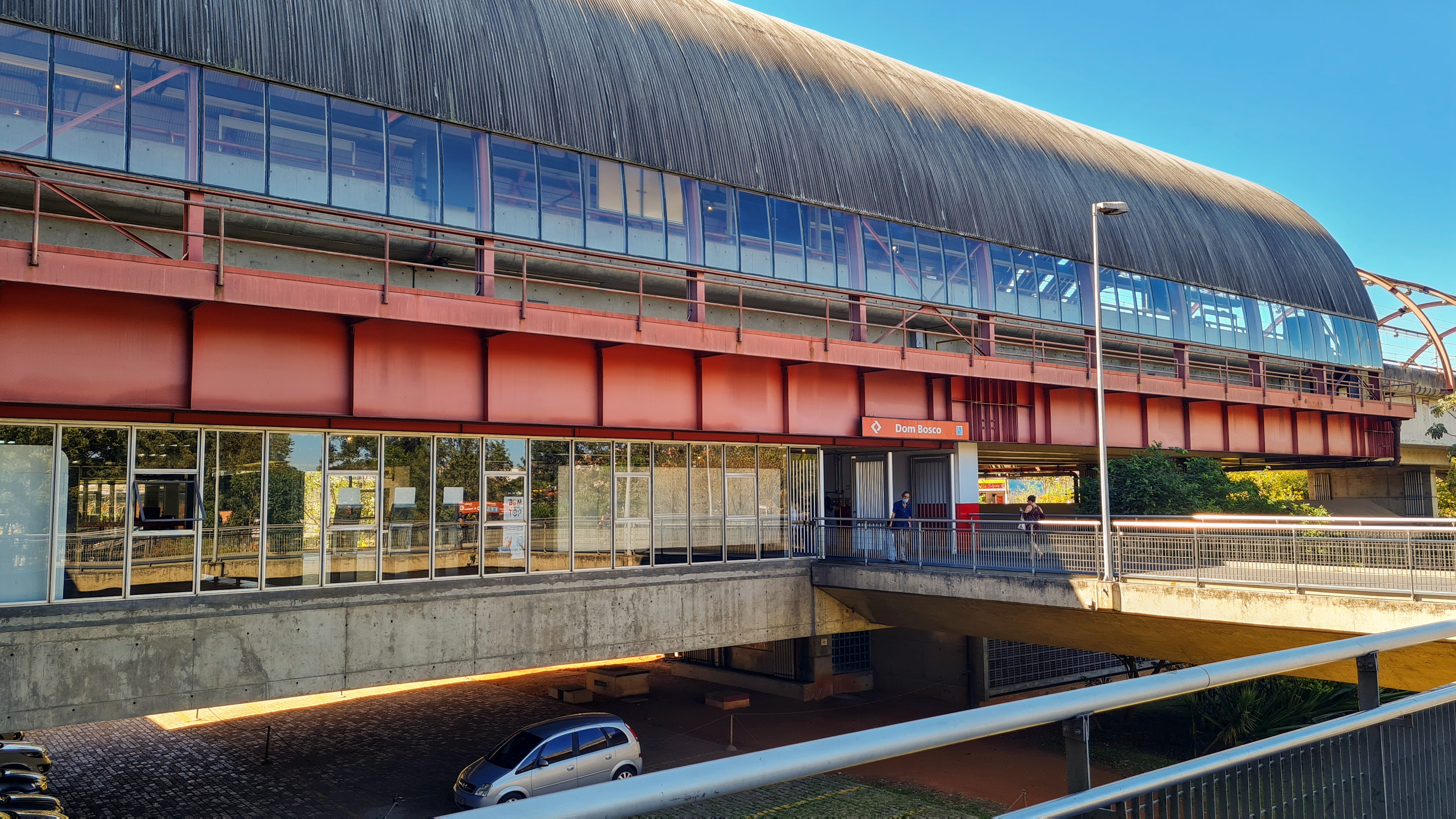
Entrada da estação Dom Bosco

Em meados de 1987 a Companhia do Metropolitano de São Paulo contratou um estudo de viabilidade para a expansão da Linha Leste-Oeste de Itaquera até Guaianases. Apesar dos estudos não recomendarem a mera extensão da linha, por risco de colapso causado por superlotação, a gestão Quércia iniciou as obras do trecho (chamado Extensão Leste) em novembro de 1987. As obras incluíam a construção das estações Pêssego, José Bonifácio e Guaianases e foram iniciadas pela construtora Andrade Gutierrez. Pouco tempo depois, as obras eram paralisadas pelo Metrô por falta de financiamento do BNDES (que alegara calote do Metrô no pagamento de outros financiamentos contraídos). As obras da Extensão Leste seguiram de forma lenta (embora previstas para conclusão em 1991) e com constantes paralisações até serem totalmente paralisadas em 1992 durante a gestão Fleury.
Enquanto isso, o Metrô contratou os arquitetos João e Odiléa Toscano para projetar a nova estação. Chamada de Pêssego, por conta de sua proximidade com o córrego homônimo, o projeto da estação previa o uso maciço de aço e vidro. A estrutura, de dois níveis ligadas por escadas e elevadores, formava uma cruz onde os pontos norte e sul eram formados pelo acessos, terminal linear de ônibus (integrado na futura avenida Avenida Jacu Pessego) mezanino e bilheterias e os pontos leste oeste ficavam localizadas as plataformas. O projeto da estação Pêssego recebeu o Grande Prêmio da 4ª Bienal Internacional de Arquitetura (1999).
Em 1995, na gestão Covas, o governo de São Paulo renegocia o contrato das obras. A estação Pêssego agora é retomada pela construtora Constran, sendo a supervisão das obras transferida do Metrô para a CPTM. Em 25 de maio de 2000 a estação (rebatizada Dom Bosco-vide seção Toponímia) é inaugurada e integrada a malha da CPTM.

## Toponímia
Estudos toponímicos coordenados pelo Metrô-SP no final dos anos 1980 concluíram que a nova estação deveria se chamar Pêssego, por cruzar a antiga Estrada do Pêssego. Até 1998 o nome Pêssego era utilizado para denominar a estação.
Em 1998 os deputados estaduais Walter Feldman, Roberto Gouveia, Ricardo Tripoli e Vitor Sapienza elaboraram projetos e indicações para mudar o nome da estação de Pêssego para Dom Bosco, sob alegação de homenagear a Obra Social Dom Bosco (e angariar futuros votos entre a comunidade católica local). O projeto de Feldman (0338 / 1998) foi aprovado e transformado na Lei estadual nº 10427/99.

## Tabela
| Sigla | Estação   | Inauguração        | Integração               | Plataformas | Posição | Notas                                                  |
| ----- | --------- | ------------------ | ------------------------ | ----------- | ------- | ------------------------------------------------------ |
| DBO   | Dom Bosco | 27 de maio de 2000 | Bilhete Único da SPTrans | Laterais    | Elevada | Estação construída pelo Metrô de São Paulo para a CPTM |

## Obras de arte
- Rastro Urbano (2015), do pintor irlandês James Concagh. Mural de 20 m x 2,5 m composto por cimento e cal;[12][13][14]